# Pseudagapostemon hurdi
Pseudagapostemon hurdi är en biart som beskrevs av Cure 1989. Pseudagapostemon hurdi ingår i släktet Pseudagapostemon och familjen vägbin. Inga underarter finns listade i Catalogue of Life.